# Aldo Maldera
Aldo Maldera (14. oktober 1953 - 1. august 2012) var en italiensk fodboldspiller (forsvarer).
Maldera spillede 10 kampe for det italienske landshold. Han var med i truppen til både VM 1978 i Argentina og EM 1980 på hjemmebane.
På klubplan repræsenterede Maldera i hele 10 år AC Milan i sin fødeby, og havde desuden et tre år langt ophold hos AS Roma. Han vandt det italienske mesteskab med begge klubber.